# Georges Hulin de Loo
Georges Hulin de Loo (Gant, 10 de desembre de 1862 - Brussel·les, 27 de desembre de 1945) fou un historiador de l'art belga especialista en pintura flamenca.

## Biografia
Georges Charles Nicolas Marie Hulin de Loo va néixer en una rica família de la burgesia de Gant. Després dels estudis secundaris a la ciutat, va entrar a la Universitat de Gant on obté un doctorat en filosofia i literatura el 1883 després un altre en dret el 1886. Entre 1886 i 1889, va viatjar a Europa seguint cursos a la Universitat de Berlín, a la d'Estrasburg després a la Sorbona i al Col·legi de França a París. El 1889, va ser nomenat professor extraordinari a la Universitat de Gant. Va ensenyar filosofia i història social. Fou nomenat professor titular el 1893..
El 1902 es va realitzar a Bruges una exposició sobre els primitius flamencs. Interessant-se pel tema, publicà aquell mateix any un catàleg crític en oposició al catàleg oficial, qüestionant diverses hipòtesis que es presentaven. Intentà identificar certs mestres anònims i constituir un catàleg de les seves obres. Amb aquesta finalitat utilitzà les fonts d'arxiu de manera rigorosa. Contribueix al catàleg de les obres de Pieter Brueghel el Vell el 1907 amb René van Bastelaer. El 1908, va impartir un curs d'història de l'art flamenc a la Universitat de Gant. A partir de 1920 va ensenyar al si de l'institut d'història de l'art i d'arqueologia recentment creat dins d'aquesta universitat.
El 1930, la universitat de Gant va ser transformada en institució neerlandòfone i tots els cursos havien d'impartir-se en Neerlandès. Hulin de Loo parlava l'idioma però refusa aquesta reforma i persisteix a ensenyar en francès. Va entrar en conflicte amb els estudiants i també amb les autoritats de la Universitat. Va abandonar finalment el seu lloc a la universitat el 1932. Va continuar ensenyant en francès a l'Escola dels Alts Estudis de Gant així com a l'Institut superior d'Història de l'Art i d'Arqueologia als Museu Reial de Belles Arts de Bèlgica a Brussel·les. Mor brutalment en un accident el 1945, atropellat per un camió de l'exèrcit aliat.
Va ser alcalde del municipi de Lotenhulle, on posseïa una segona residència.

## Obres
- Exposition de tableaux flamands des s.XIVe, XV et XVI. Catalogue critique, Bruges, 1902
- De l'identité de certains maîtres anonymes, A. Siffer, 1902, 57 pages
- Quelques peintres brugeois de la première moitié du XVI siècle, Gand, Librairie générale, 1902
- L'Exposition des primitifs français au point de vue de l'influence des frères van Eyck sur la peinture française et provençale, Van Oest - H. Floury, 1904
- Peter Bruegel l'Ancien, son œuvre et son temps: étude historique, suivie des catalogues raisonnés de son œuvre dessiné et gravé, en collaboration avec René van Bastelaer, Éditeur Van Oest, 1907
- Heures de Milan, G. van Oest & cie, 1911
- Des compensations à réclamer pour les dommages artistiques, imprimerie de Hayez, 1919
- De quelques causes de laideur dans la ville moderne. Discours prononcé... le 8 décembre 1921, Hayez imprimeur, 1922
- Mélanges Hulin de Loo, Librairie nationale d'art et d'histoire, 1931